# Laccophilus girardi
Laccophilus girardi är en skalbaggsart som beskrevs av Michel Brancucci 1983. Laccophilus girardi ingår i släktet Laccophilus och familjen dykare. Inga underarter finns listade i Catalogue of Life.